# Saint-Laurent-de-Cerdans
Saint-Laurent-de-Cerdans (catalansk: Sant Llorenç de Cerdans) er en by og kommune i departementet Pyrénées-Orientales i Sydfrankrig.

## Geografi
Saint-Laurent-de-Cerdans ligger 58 km sydvest for Perpignan. Nærmeste byer er mod nord Arles-sur-Tech (15 km) og mod sydøst Coustouges (5 km).

## Demografi

### Udvikling i folketal
| 1962                                                              | 1968  | 1975  | 1982  | 1990  | 1999  | 2007  | 2014  | 2017  |
| ----------------------------------------------------------------- | ----- | ----- | ----- | ----- | ----- | ----- | ----- | ----- |
| 2.064                                                             | 1.992 | 1.807 | 1.607 | 1.489 | 1.218 | 1.288 | 1.142 | 1.098 |
| Tal fra og med 1962 er uden dobbelttælling (sans doubles comptes) |       |       |       |       |       |       |       |       |